# Power Rangers: Operation Overdrive
A Power Rangers: Operation Overdrive a Power Rangers televíziós franchise tizenötödik évada.
A műsor egy évadot élt meg 32 epizóddal. 2007. február 26-től 2007. november 12-ig ment. Amerikában eredetileg a Jetix vetítette, miután az a csatorna megszűnt, a Disney XD vette át az ismétlési jogokat. Magyarországon is a Jetix vetítette, a magyar bemutató ismeretlen.
A Netflixen is látható. Magyar szinkronos változat nem létezik.

## Történet

### Főszereplők (Operation Overdrive csapat)
| Szerep                                  | Színész          | Magyar hang     |
| --------------------------------------- | ---------------- | --------------- |
| Mack Hartford / Vörös Overdrive Ranger  | James MacLurcan  | Markovics Tamás |
| Will Aston / Fekete Overdrive Ranger    | Samuell Benta    | Hamvas Dániel   |
| Dax Lo / Kék Overdrive Ranger           | Gareth Yuen      | Szvetlov Balázs |
| Ronny Robinson / Sárga Overdrive Ranger | Caitlin Murphy   | Molnár Ilona    |
| Rose Ortiz / Rózsaszín Overdrive Ranger | Rhoda Montemayor | Dögei Éva       |
| Tyzonn / Mercury (Higany) Ranger        | Dwayne Cameron   | ?               |

### Mellékszereplők
| Szerep                               | Színész                | Magyar hang  |
| ------------------------------------ | ---------------------- | ------------ |
| Andrew Hartford                      | Rod Lousich            | Németh Gábor |
| Spencer                              | David Weatherly        | Makay Sándor |
| Sentinel Knight                      | Nic Sampson (hang)     | ?            |
| Brownbeard                           | John Leigh             | ?            |
| Thor                                 | Mike Edward            | ?            |
| Loki                                 | Adam Gardiner          | ?            |
| Warrior Goddess                      | Shanez Aarron          | ?            |
| Vella                                | Beth Allen             | ?            |
| Professor Ryan                       | David Stott            | ?            |
| Doctor Medford                       | Jim McLarty            | ?            |
| Jessica Jeffries                     | Nathalie Boltt         | ?            |
| Adam Park / Fekete Ranger            | Johnny Yong Bosch      | ?            |
| Tori Hanson / Kék Wind Ranger        | Sally Martin           | ?            |
| Kira Ford / Sárga Dino Ranger        | Emma Lahana            | ?            |
| Bridge Carson / SPD Vörös Ranger III | Matt Austin            | ?            |
| Xander Bly / Zöld Misztikus Ranger   | Richard Brancatisano   | ?            |
| Alpha 6                              | Campbell Cooley (hang) | ?            |

### Gonosztevők
| Szerep                 | Színész                                 | Magyar hang   |
| ---------------------- | --------------------------------------- | ------------- |
| Flurious / Végső Forma | Gerald Urquhart                         | Bácskai János |
| Norg                   | Kelson Henderson                        | Szokol Péter  |
| Moltor                 | Mark Ferguson (hang)                    | Varga Tamás   |
| Kamdor                 | Adam Gardiner (hang)                    | ?             |
| Miratrix               | Ria Vandervis                           | ?             |
| Mig / Cyborg Mig       | Kelson Henderson (hang)                 | ?             |
| Benglo / Cyborg Benglo | David Weatherely (hang)                 | ?             |
| Cheetar                | James Gaylyn (hang)                     | ?             |
| Crazar                 | Lori Dungey (hang) Beth Allen (színész) | ?             |
| Thrax                  | Glen Levy                               | ?             |

### Szörnyek
| Szerep                      | Színész                  | Magyar hang |
| --------------------------- | ------------------------ | ----------- |
| Vulcon                      | James Gaylyn (hang)      | ?           |
| Dragonizer                  | Campbell Cooley (hang)   | ?           |
| Scaletex                    | Patrick Kake (hang)      | ?           |
| Tyzonn (Szörny forma)       | Dwayne Cameron (hang)    | ?           |
| Bullox                      | Will Wallace (hang)      | ?           |
| Blothgaar                   | Charlie McDermott (hang) | ?           |
| Sentinel Knight (Gonosz)    | Nic Sampson (hang)       | ?           |
| Magmador                    | Mark Wright (hang)       | ?           |
| Ultrog                      | Richard Simpson (hang)   | ?           |
| Bombardo                    | Adam Gardiner (hang)     | ?           |
| Big Mouth                   | Mark Williams (hang)     | ?           |
| Top Hat                     | Gregory Cooper (hang)    | ?           |
| Datum                       | Gerald Urquhart (hang)   | ?           |
| Vulturus / Vulturus Maximus | Campbell Cooley (hang)   | ?           |

## Magyar változat
A szinkront az ? készítette.
- Magyar szöveg:
- Vágó:
- Hangmérnök:
- Operatív vezető:
- Szinkronrendező:
- Produkciós vezető:

További magyar hangok:

## Epizód

### 1. évad (15. évad 2007)
| Sor. | Év. | Cím                                                        | Rendező           | Író             | Premier              |
| ---- | --- | ---------------------------------------------------------- | ----------------- | --------------- | -------------------- |
| 605. | 1.  | , 1. rész (Kick Into Overdrive, Part I)                    | Mark Beesley      | Bruce Kalish    | 2007. február 26.    |
| 606. | 2.  | , 2. rész (Kick Into Overdrive, Part II)                   | Mark Beesley      | Jackie Marchand | 2007. február 26.    |
| 607. | 3.  | The Underwater World                                       | Mark Beesley      | John Tellegen   | 2007. március 5.     |
| 608. | 4.  | Heart of Blue                                              | Britta Johnstone  | David Garber    | 2007. március 12.    |
| 609. | 5.  | Weather or Not                                             | Britta Johnstone  | John Tellegen   | 2007. március 19.    |
| 610. | 6.  | Pirate in Pink                                             | Britta Johnstone  | Jackie Marchand | 2007. március 26.    |
| 611. | 7.  | Minden áron (At All Cost)                                  | Jonathan Brough   | Bruce Kalish    | 2007. április 2.     |
| 612. | 8.  | Both Sides Now                                             | Jonathan Brough   | David Garber    | 2007. április 9.     |
| 613. | 9.  | Follow The Ranger                                          | Jonathan Brough   | John Tellegen   | 2007. április 30.    |
| 614. | 10. | Fények, Kamera, Dax (Lights, Camera, DAX)                  | Mike Smith        | John Tellegen   | 2007. május 7.       |
| 615. | 11. | Szemtől szemben, 1. rész (Face to Face, Part I)            | Mike Smith        | Jackie Marchand | 2007. május 14.      |
| 616. | 12. | Szemtől szemben, 2. rész (Face to Face, Part II)           | Mike Smith        | Jackie Marchand | 2007. május 21.      |
| 617. | 13. | Ember a Higanybolygóról, 1. rész (Man of Mercury, Part I)  | Charlie Haskell   | John Tellegen   | 2007. június 4.      |
| 618. | 14. | Ember a Higanybolygóról, 2. rész (Man of Mercury, Part II) | Charlie Haskell   | John Tellegen   | 2007. június 4.      |
| 619. | 15. | Behind the Scenes                                          | Charlie Haskell   | Jackie Marchand | 2007. június 11.     |
| 620. | 16. | Just Like Me                                               | Charlie Haskell   | David Garber    | 2007. június 18.     |
| 621. | 17. | It's Hammer Time                                           | Vanessa Alexander | John Tellegen   | 2007. július 2.      |
| 622. | 18. | Out of Luck                                                | Vanessa Alexander | David Garber    | 2007. július 9.      |
| 623. | 19. | One Gets Away                                              | Vanessa Alexander | Bruce Kalish    | 2007. július 16.     |
| 624. | 20. | , 1. rész (Once a Ranger, Part I)                          | Britta Johnstone  | Jackie Marchand | 2007. július 23.     |
| 625. | 21. | , 2. rész (Once a Ranger, Part II)                         | Britta Johnstone  | Jackie Marchand | 2007. július 23.     |
| 626. | 22. | One Fine Day                                               | Britta Johnstone  | Bruce Kalish    | 2007. augusztus 6.   |
| 627. | 23. | , 1. rész (Ronny on Empty, Part I)                         | Mike Smith        | John Tellegen   | 2007. augusztus 20.  |
| 628. | 24. | , 2. rész (Ronny on Empty, Part II)                        | Mike Smith        | John Tellegen   | 2007. augusztus 27.  |
| 629. | 25. | Things Not Said                                            | Mike Smith        | David Garber    | 2007. szeptember 10. |
| 630. | 26. | Red Ranger Unplugged                                       | Jonathan Brough   | John Tellegen   | 2007. október 1.     |
| 631. | 27. | , 1. rész (Home and Away, Part I)                          | Jonathan Brough   | Jackie Marchand | 2007. október 8.     |
| 632. | 28. | , 2. rész (Home and Away, Part II)                         | Jonathan Brough   | Jackie Marchand | 2007. október 15.    |
| 633. | 29. | Way Back When                                              | Jonathan Brough   | John Tellegen   | 2007. október 22.    |
| 634. | 30. | Two Fallen Foes                                            | Mark Beesley      | John Tellegen   | 2007. október 29.    |
| 635. | 31. | Nothing to Lose                                            | Mark Beesley      | Jackie Marchand | 2007. november 5.    |
| 636. | 32. | Crown and Punishment                                       | Mark Beesley      | Bruce Kalish    | 2007. november 12.   |